# Jack McPherson
John Campbell McLeod „Jack“ McPherson  (* Sommer 1854 in Balloch Park, Dunbartonshire; † 14. März 1934 in Dumbarton) war ein schottischer Fußballspieler und Unternehmer. Der in der Anfangszeit des Fußballs spielende McPherson gewann in den 1870er Jahren dreimal den Schottischen Pokal, und absolvierte acht Länderspiele für Schottland.

## Karriere und Leben
McPherson spielte in seiner Fußballkarriere von 1876 bis 1885 für den FC Vale of Leven aus Alexandria, West Dunbartonshire. Mit dem Verein gewann er in den 1870er Jahren zweimal in Folge den schottischen Pokal und erreichte die Endspiele 1883 und 1885. Der Außenläufer war eine feste Größe von Vale of Leven, als das Team die erfolgreichste Zeit hatte.
Am 5. April 1879 absolvierte er sein erstes von acht Länderspielen für die schottische Fußballnationalmannschaft gegen England bei einer 4:5-Niederlage im Kennington Oval von London. Mit der Nationalmannschaft gewann McPherson zweimal die British Home Championship.
Bis zum Zeitpunkt seines Todes war er Geschäftsführer einer Messinggießerei. Er starb am 14. März 1934.

## Erfolge
mit dem FC Vale of Leven: 
- Schottischer Pokalsieger: 1878, 1879

mit Schottland: 
- British Home Championship: 1884, 1885